# Метт Лукас
Річард Меттью (Метт) Лукас (англ. Matthew Richard 'Matt' Lucas; нар. 5 березня 1974, Лондон) — англійський комедійний актор і сценарист.

## Біографія
Народився у Паддінгтоні, Лондон. У віці шести років він облисів. Лукас навчався в Haberdashers Askes Boys School. Він вивчав драму на факультеті мистецтв у Брістольському університеті в період між 1993 і 1995 роками. Метт Лукас — відкритий гей. З 2006 по 2008 роки перебував у цивільному партнерстві з Кевіном Макгі, з яким зустрічався до цього чотири роки.

## Творчість
На початку своєї кар'єри Лукас писав для Саші Барона Коена. Популярність же йому принесла участь в телешоу «Маленька Британія», у якому він зіграв трьох яскравих персонажів: Марджорі Доуес — керівник групи по схудненню, Даффід Томас — «єдиний гей в селі» і Вікі Поллард — дівчинка-підліток, «гопник».
Лукас також виконав роль Круть-верть і Верть-круть у фільмі Тіма Бертона «Аліса в Країні Чудес».
У 2006 році разом з Девідом Волльямсом знявся в кліпі «I'm with stupid» групи Pet Shop Boys. У 2016 році почав зніматися в серіалі «Доктор Хто» в ролі супутника Доктора — Нардола.

## Фільмографія

### Фільми
| Рік  | Українська назва                      | Оригінальна назва                                      | Роль                                  | Примітки            |
| ---- | ------------------------------------- | ------------------------------------------------------ | ------------------------------------- | ------------------- |
| 1997 |                                       | It's Ulrika!                                           | Різні ролі                            | Телепрограма        |
| 1998 |                                       | Jilting Joe                                            | Ейр Стюарт                            |                     |
| 1998 |                                       | You Are Here                                           | Пат Магнет                            |                     |
| 1999 | Планкет та Маклейн                    | Plunkett & Macleane                                    | сер Освальд                           |                     |
| 2002 |                                       | Surrealissimo: The Scandalous Success of Salvador Dalí | Луїс Бунюель                          | Телепрограма        |
| 2002 |                                       | Captain V                                              |                                       | Телепрограма        |
| 2003 | Розрядка сміхом                       | Comic Relief 2003: The Big Hair Do                     | Su Pollard: Blankety Blank            | Телепрограма        |
| 2004 | Зомбі на ім'я Шон                     | Shaun of the Dead                                      | кузен Том                             |                     |
| 2004 |                                       | The All Star Comedy Show                               | різні ролі                            | телешоу             |
| 2004 |                                       | AD/BC: A Rock Opera                                    | Бог                                   | Телепрограма        |
| 2005 |                                       | Cold and Dark                                          | доктор Елджін                         |                     |
| 2006 | Вітер у вербах                        | The Wind in the Willows                                | Жаба                                  | Дитяча телепрограма |
| 2007 |                                       | The National Television Awards 2007                    | Лу                                    | телепрограма        |
| 2009 |                                       | Comic Relief 2009                                      | Julie / Matt Van-Laaast / Ellie Grace | телепрограма        |
| 2009 | Астробой                              | Astro Boy                                              | Спаркс (голос)                        | манга               |
| 2009 |                                       | Pride of Britain Awards 2009                           | Енді                                  | телешоу             |
| 2010 | Аліса в Країні Чудес                  | Alice in Wonderland                                    | Круть-верть і Верть-круть             |                     |
| 2010 | Невірний                              | The Infidel                                            | рабин                                 |                     |
| 2010 |                                       | Les Misérables: 25th Anniversary Concert               | Thenardier                            |                     |
| 2010 |                                       | The One Ronnie                                         | різні ролі                            | телепрограма        |
| 2011 | Гномео та Джульєта                    | Gnomeo & Juliet                                        | Бенні (голос)                         | мультфільм          |
| 2011 | Подружки нареченої                    | Bridesmaids                                            | Джил                                  |                     |
| 2012 | Безвихідна ситуація                   | Small Apartments                                       | Френклін                              |                     |
| 2012 |                                       | The Greatest Footie Ads Ever                           | Енді                                  | телепрограма        |
| 2013 | Король сексу                          | The Look of Love                                       | Дівайн                                |                     |
| 2013 | В таємниці                            | In Secret                                              | Олів'є                                |                     |
| 2013 |                                       | The Harry Hill Movie                                   | Отто                                  |                     |
| 2014 | Пригоди Паддінгтона                   | Paddington                                             | Джо                                   |                     |
| 2016 | Аліса в Задзеркаллі                   | Alice Through the Looking Glass                        | Круть-верть і Верть-круть             |                     |
| 2016 |                                       | A Midsummer Night's Dream                              | Нік Боттом                            | телепрограма        |
| 2017 | Як розмовляти з дівчатами на вечірках | How to Talk to Girls at Parties                        |                                       |                     |
| 2018 |                                       | A Futile and Stupid Gesture                            | Тоні Гендра                           |                     |
| 2019 | Полярний                              | Polar                                                  | містер Блут                           |                     |
| 2023 |                                       | Wonka                                                  |                                       |                     |

### Телесеріали
| Рік       | Українська назва         | Оригінальна назва                           | Роль                                                                  | Примітки                                 |
| --------- | ------------------------ | ------------------------------------------- | --------------------------------------------------------------------- | ---------------------------------------- |
| 1995      |                          | The Imaginatively Titled Punt & Dennis Show |                                                                       |                                          |
| 1995      |                          | The Smell of Reeves and Mortimer            | Mayor Hobson / Pub Landlord / Quivell Mills                           | 4 серії                                  |
| 1995–2009 |                          | Shooting Stars                              | George Dawes / Marjorie Dawes                                         |                                          |
| 1996      |                          | Mash and Peas                               | Денні Меш / різні ролі                                                | 9 серій                                  |
| 1997      |                          | Sunnyside Farm                              | містер Міллс                                                          |                                          |
| 1998      |                          | Barking                                     | різні ролі                                                            |                                          |
| 1999      |                          | Bang, Bang, It's Reeves and Mortimer        | різні ролі                                                            | 1 серія                                  |
| 1999      |                          | Sir Bernard's Stately Homes                 | сер Бернард Чамлі                                                     | 6 серій                                  |
| 1999–2009 |                          | Rock Profile                                | різні ролі                                                            | 28 серій                                 |
| 2000      | Шоу Алі Джі              | Da Ali G Show                               |                                                                       | 1 серія                                  |
| 2001      |                          | Fun at the Funeral Parlour                  | отець Тітмус / Ісаак Гант                                             | 2 серії                                  |
| 2001      |                          | Randall & Hopkirk                           | Nesbit                                                                | 1 серія: «Revenge of the Bog People»     |
| 2003–2007 | Маленька Британія        | Little Britain                              | різні ролі / Енді Піпкін / Daffyd Thomas                              | 23 серії                                 |
| 2004      |                          | Catterick                                   | Roy Oates / Dan the Shellfish Man / Webster                           | 6 серій                                  |
| 2004      |                          | French and Saunders                         |                                                                       | 1 серія                                  |
| 2005      | Абсурдне природознавство | Look Around You                             | доктор Філліп Лавендер                                                | 2 серії                                  |
| 2005      | Казанова                 | Casanova                                    | Вілларс                                                               | 2 серії                                  |
| 2005–2006 | Нещастя короля Артура    | King Arthur's Disasters                     | Мерлін                                                                |                                          |
| 2006      | Папське містечко         | Popetown                                    | Cardinal One / Jackie Cohen                                           | мультсеріал, 10 серій                    |
| 2007      |                          | Gavin & Stacey                              | Джеймі                                                                | 1 серія                                  |
| 2007      | Сусіди                   | Neighbours                                  | Енді Піпкін                                                           | 1 серія: «British Bulldog»               |
| 2007      |                          | Kath & Kim                                  | Карен                                                                 | 2 серії                                  |
| 2007–2008 |                          | Little Britain USA                          | різні ролі                                                            | 6 серій                                  |
| 2009      |                          | Kröd Mändoon and the Flaming Sword of Fire  | Chancellor Dongalor                                                   | 6 серій                                  |
| 2010      |                          | Funny or Die Presents                       | Graham Rhys Grahamcox                                                 | Скетч-шоу, 1 серій «The Carpet Brothers» |
| 2010–2011 | Летимо зі мною           | Come Fly with Me                            | Various roles / Fearghal O'Farrell / Keeley St Clair / Mickey Minchin | 6 серій                                  |
| 2012–2013 | Портландія               | Portlandia                                  | Сту                                                                   | 2 серії                                  |
| 2013      | Спільнота                | Community                                   | Тобі                                                                  | 1 серія: «Conventions of Space and Time» |
| 2013      | Супер веселий вечір      | Super Fun Night                             | Дерик                                                                 |                                          |
| 2014      |                          | The Life of Rock with Brian Pern            | Рей Томас                                                             |                                          |
| 2015      |                          | Pompidou                                    | Помпіду                                                               |                                          |
| 2015      | З корабля                | Fresh Off the Boat                          | містер Фішер                                                          | серія: «Boy II Man»                      |
| 2015–     | Доктор Хто               | Doctor Who                                  | Нардол                                                                |                                          |
| 2015      | Чоловік шукає жінку      | Man Seeking Woman                           | Ігор                                                                  | серія: «Teacup»                          |
| 2016      |                          | Bull                                        | містер Річардс                                                        | серія: «A Faberge Egg»                   |
| 2016      | Галавант                 | Galavant                                    | Peasant John                                                          | серія: «Aw, Hell, the King»              |
| 2016      |                          | Mack & Moxy                                 | Admirable Matt                                                        | серія: «A Spectrum of Possibilities»     |